# Sascha Löh
Sascha Klaus-Dieter Löh ist ein ehemaliger deutscher Nationalspieler in der Boulespiel-Sportart Pétanque im Deutscher Boccia-, Boule- und Pétanque-Verband e.V. Er ist mehrfacher deutscher Meister und war Teilnehmer bei fünf Weltmeisterschaften. Im Jahr 2000 gelang es ihm als erstem Spieler überhaupt, drei der damals noch insgesamt vier Deutschen Meistertitel zu erkämpfen.

## Karriere
Löh wurde mehrfach in den Nationalkader berufen. Nach der Entlassung zweier Bundestrainer im Jahr 2020 trat er zusammen mit vier weiteren Nationalspielern aus der Nationalmannschaft zurück. Er spielte für den Boule-Club Eschberg-Saarbrücken, die Boule-Spielgemeinschaft Nanteser Platz Saarbrücken, die PF Saarbrücken, den Boule-Club Niedersalbach und tritt seit 2024 für den 1.PC Viernheim in der Pétanque-Bundesliga an.
Er ist Rechtshänder und spielt bevorzugt die Spielposition Tireur.
Löh war Teilnehmer bei den Jugend-Weltmeisterschaften 1989 und 1991 sowie den Weltmeisterschaften 1991, 1992 und 2018.

## Erfolge als Spieler
(Quelle)
- 1991: 1. Platz Deutsche Meisterschaft Triplette zusammen mit Dirk Schmitz und Rosario Italia
- 1993: 1. Platz Deutsche Meisterschaft Triplette zusammen mit Dirk Schmitz und Rosario Italia
- 1994: 3. Platz Deutsche Meisterschaft Triplette zusammen mit Dirk Schmitz und Rosario Italia
- 2000: 1. Platz Deutsche Meisterschaft Tête-à-Tête
- 2000: 1. Platz Deutsche Meisterschaft Doublette zusammen mit Dirk Hoppe
- 2000: 1. Platz Deutsche Meisterschaft Triplette zusammen mit Dirk Hoppe und Oliver Mohr
- 2001: 1. Platz Deutsche Meisterschaft Triplette zusammen mit Gérard Adams und Oliver Mohr
- 2006: 2. Platz Deutsche Meisterschaft Triplette zusammen mit Dirk Hoppe und Hans-Joachim Neu
- 2007: 3. Platz Deutsche Meisterschaft Triplette zusammen mit Sönke Backens und Hans-Joachim Neu
- 2008: 3. Platz Deutsche Meisterschaft Doublette mixte zusammen mit Tanja Löh[7]
- 2013: 1. Platz Deutsche Meisterschaft Tête-à-Tête
- 2016: 3. Platz bei den Deutschen Vereinsmeisterschaften mit dem BC Niedersalbach[8]
- 2024: 1. Platz Deutsche Meisterschaft Doublette zusammen mit Moritz Rosik

## Privates
Löh ist verheiratet, wohnt in Hambach in Frankreich und betreibt eine Zeitarbeitsfirma. Er ist von der Die Deutsche Wirtschaft (DDW) als eine der Führungspersönlichkeiten der deutschen Wirtschaft in den Rankings der wichtigsten Unternehmen Deutschlands gelistet (Stand 2022).